# Przykarpacki Uniwersytet Narodowy im. Wasyla Stefanyka
Przykarpacki Uniwersytet Narodowy im. Wasyla Stefanyka (ukr. Прикарпатський національний університет імені Василя Стефаника, ПНУ) – ukraińska szkoła wyższa w Iwano-Frankiwsku.

## Historia
W styczniu 1940 roku został założony Stanisławski Instytut Nauczycielski (ukr. Станіславський учительський інститут). Pierwsze zajęcia odbyły się 1 marca 1940. Podczas niemieckiej okupacji w latach 1941–1944 działalność instytutu została zawieszona. Pierwszy powojenny rok szkolny rozpoczął się 1 listopada 1944 roku. 
4 sierpnia 1950 roku uczelnia została reorganizowana w Stanisławski Instytut Pedagogiczny (ukr. Станіславський педагогічний інститут), który w  1962 roku w związku ze zmianą nazwy miasta został przemianowany w Iwano-Frankiwski Instytut Pedagogiczny (ukr. Івано-Франківський педагогічний інститут). 
5 stycznia 1971 został nazwany imieniem ukraińskiego pisarza Wasyla Stefanyka. 
26 sierpnia 1992 roku na bazie Instytutu powstał Podkarpacki Uniwersytet im. Wasyla Stefanyka (ukr. Прикарпатський університет імені Василя Стефаника). Status narodowego i obecną nazwę otrzymał dnia 21 sierpnia 2004.

## Wydziały
Kształcenie prowadzone jest w różnych specjalnościach na 6 wydziałach i w 10 instytutach:
- Wydział języków obcych
- Wydział filozofii
- Wydział fizyczno-techniczny
- Wydział matematyki i informatyki
- Wydział ekonomiczny
- Instytut Historii, Politologii i Stosunków Międzynarodowych
- Instytut Wychowania Fizycznego i Sportu
- Instytut Historii, Politologii i Stosunków Międzynarodowych
- Instytut Nauk Przyrodniczych
- Instytut Turystyki
- Instytut Filologii
- Instytut Sztuki
- Instytut Pedagogiczny
- Instytut Prawa
- Kołomyjski Instytut
- Edukacyjno-Szkoleniowy Instytut Kształcenia Podyplomowego i e-learningu

## Znani absolwenci
- Sergiusz Wasiuta
- Jurij Wynnyczuk
- Tania Malarczuk